# Любич, Осип
Осип Любич (Осип Маркович (Моисеевич) Любич; фр. Ossip Lubitch, бел. Восіп Любіч; 6 декабря 1896, Гродно, Российская империя — 27 ноября 1990, Париж, Франция) — французский художник еврейского происхождения. Представитель Парижской школы. Живописец, график, книжный иллюстратор, скульптор.

## Биография
Осип Любич родился в Гродно в 1896 году в семье кузнеца. Закончил гродненскую гимназию, а затем в юношеском возрасте уехал учиться в Одессу, которая в то время была более либеральной и менее академичной в области преподавания изящных искусств. Там поступил в художественное училище, где в течение четырёх лет изучал не только классическую русскую живопись (Исаак Левитан), но и творчество художников-передвижников, на которых оказала влияние Барбизонская школа и импрессионисты. Кроме этого, его интересовала западная живопись, от итальянского Ренессанса до фовизма. В начале XX века Одесса была крупным центром авангардного искусства. Большое влияние на творчество молодых русских художников оказала Александра Экстер.
В 1919 году обосновался в Берлине, где познакомился с русскими художниками-авангардистами — Павлом Челищевым, Иваном Пуни и его женой Ксенией Богуславской. Их мастерская стала центром притяжения космополитичной богемы, не имеющей денег и пребывающей в поисках работы. Всплеск творческой активности пришёлся на период социально-экономического и финансового кризиса. И, тем не менее, это не помешало развитию сценических искусств: театр, мюзик-холл, кабаре. Челищев, Пуни и Любич совместно работали над декорациями для Берлинской Оперы, Берлинского театра и кабаре «Синяя птица», гастрольные туры которых проходили с триумфом.
Вместе со своим другом Лазарем Меерсоном, художником-постановщиком и новатором французского кино, Любич делал декорации для фильмов. За четыре года, проведённые в Берлине, Любич приобрёл солидный опыт, его работы имели успех. В 1923 году ему предлагают оформить одно из кабаре на Монмартре в Париже.
Обосновавшись в Париже, он живёт благодаря заказам на оформление кабаре, ресторанов, а также квартир. Это была эпоха ар-деко. В то же время он часто посещает музеи и академии, усиленно изучая работы французских художников XIX—XX вв. Произведения Рембрандта, Домье, Гойи и Дега открыли ему богатый внутренний мир этих великих художников и оказали значительное влияние на мировоззрение Любича. Скульптор Антуан Бурдель, который ценил талант Любича и всячески поддерживал его, помог ему организовать выставку в салоне Тюильри в 1925 году. Затем работы Любича выставлялись в Осеннем салоне в 1926 году.
Заинтересовавшись работами Любича на тему цирка, художник Жорж Руо посвятил ему стихотворение. Оно предваряло художественный альбом Любича, состоявший из 10 офортов-акватинт под названием «Цирк», который был напечатан в издательстве «Кятр шмен» (Quatre Chemins) в 1934 году.
В межвоенный период принимал участие в выставке «Парижские художники 1925—1935» в Брюсселе в 1935 году во Дворце искусств, а также в Лондоне, в Париже и др.
Во время Второй Мировой войны Любич жил в Париже, его арестовали по доносу в последние месяцы оккупации. Он был заключён в лагерь Дранси, где находился до освобождения Парижа в августе 1944 года. Он завещал свои рисунки, сделанные в лагере, Институту Яд Вашем в Иерусалиме и музею Бейт Лохамей близ Хайфы.
После войны Любич возвращается в свою мастерскую в Париже и продолжает рисовать. Работает во всех жанрах: портрет, натюрморт, пейзаж, композиция. В 1948 году галерея «Зак» представила ретроспективу его работ.
Умер 27 ноября 1990 года в Париже. Похоронен на кладбище Монпарнас.

## Творчество

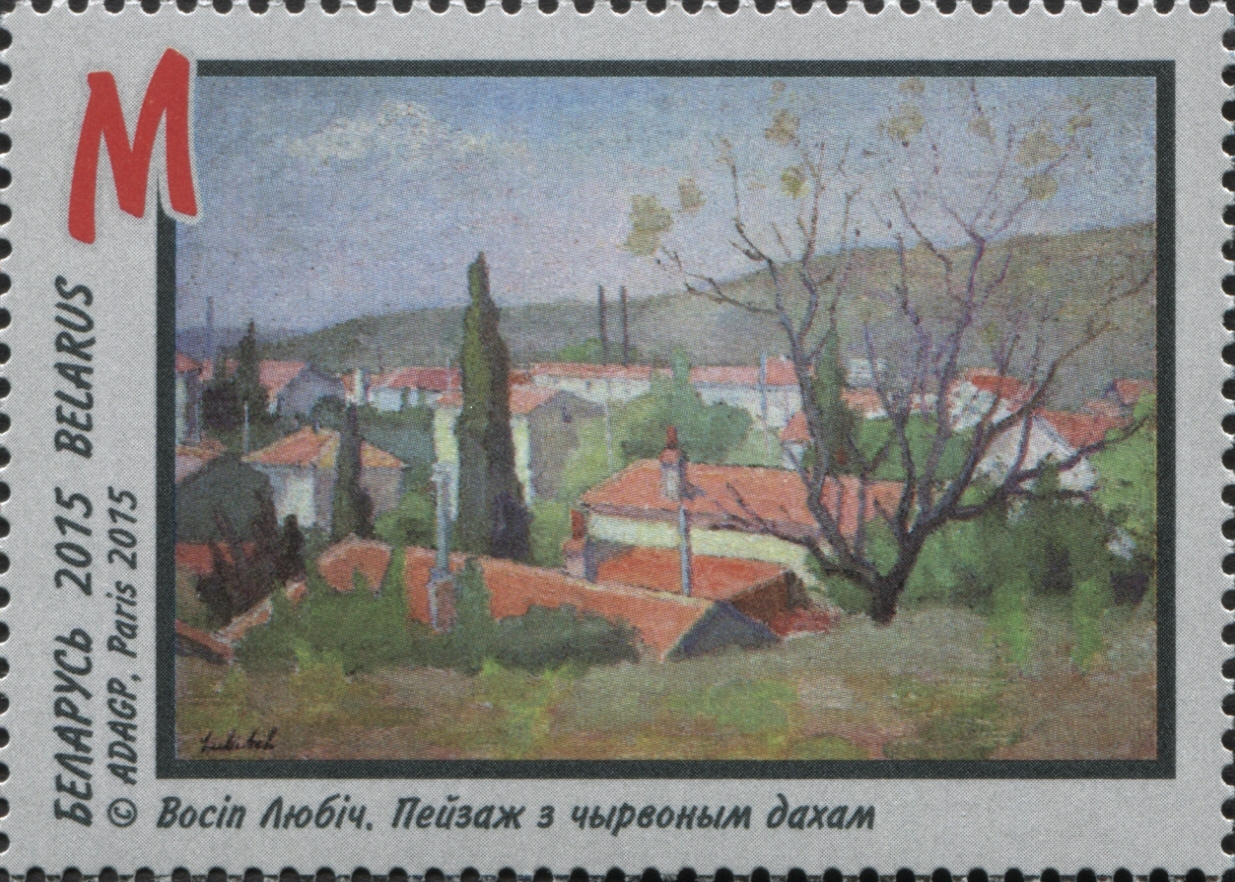
Осип Любич. Красные крыши. Марка почты Белоруссии (2015)

Темы для своих картин Любич находил во всём, что его окружало. Для него всё было удивительным: лица, предметы, интерьеры, пейзажи. Особенно его привлекала атмосфера, царящая в цирке, в театре. В начале 1930-х годов цирк — клоуны, танцовщики, арлекины — стал одной из тем его творчества, со множеством вариаций.
Работы Любича выставлялись в Салоне живописи и гравюры — «Штрих», на экспозиции «Рисунки и гравюры современных мастеров» в Музее народного искусства — «Цирк», в Доме Французской мысли. Демонстрировались во время визита Первого секретаря КПСС Никиты Хрущёва в Париж на двух выставках: «Русские художники Парижской школы» в Музее Сен-Дени и на выставке в Доме Французской Мысли.
В основе его творчества лежит рисунок: «Осип Любич рисовал всегда. Он начал рисовать в 12 лет, хотя одновременно усиленно занимался музыкой. Но зрение возобладало над слухом.» (Жан Дальвез)
Кроме графики, он работает в технике гравюры, пастели и акварели. Творческий поиск в области новых для него техник увенчался экспозицией в галерее Легара Саго в 1950 году.
В 1975 году Любич публикует сборник «Рисунок и сепия» (издатель П. Ж. Бальбо).
«Если мои рисунки вызовут интерес у друзей, это будет лучшим вознаграждением за работу», — признавался Любич.
Его последние выставки прошли в 1967 году в Галерее Дюран-Рюэль, в 1983 — в салонах «Красный Крест» и в Галерее Колетт Дюбуа.
14 произведений Любича представлены в Корпоративной коллекции Белгазпромбанка в Минске.

## Фильмы об Осипе Любиче
- «Осип Любич. Созерцатель жизни», документальный фильм Олега Лукашевича (2014).